# Poltys corticosus
Poltys corticosus là một loài nhện trong họ Araneidae.
Loài này thuộc chi Poltys. Poltys corticosus được Mary Agard Pocock miêu tả năm 1898.